# Lythrypnus brasiliensis
Lythrypnus brasiliensis är en fiskart som beskrevs av Greenfield, 1988. Lythrypnus brasiliensis ingår i släktet Lythrypnus och familjen smörbultsfiskar. Inga underarter finns listade i Catalogue of Life.